# ガッツファイティング
『ガッツファイティング』 (Guts Fighting) は、TBSのプロボクシング中継タイトル、および志成ボクシングジム主催のプロボクシング興行である。かつては協栄ボクシングジム後にワタナベボクシングジムが主催していた。本項ではガッツファイティング以降におけるTBS系列の中継を扱う。
なお、ガッツ石松とは無関係。

## 歴史
協栄ジムはそれまで日本テレビと関係が深かったが、西城正三の世界戦の放映権は東京12チャンネルに移った。その後、具志堅用高の世界挑戦が決まるものの、当時12チャンネルは独立局であり、具志堅の地元沖縄でその雄姿をテレビで観る事は極めて困難であるため、同地にネット局を抱える他局での放映を希望した。当時沖縄の民放はTBS系の琉球放送とフジテレビ系の沖縄テレビ放送の2局であったが、協栄は「黒い霧事件」の影響でフジと関係の深い三迫プロモーションと対立していたためフジでの放送は事実上不可能であったものの、TBSは極東ボクシングクラブとの提携で放送してきた「東洋チャンピオンスカウト」が終了しており、TBS側も新たなボクシングコンテンツを希望していた。そこで協栄が売り出し中だった具志堅の素質をTBSが高く評価し、世界初挑戦試合を放送することになった。デイリースポーツの協賛も受けている。
1978年に第1回ガッツファイティング開催。
以来、TBSと協栄の関係が深く、第1回以来同ジム主催の興行を深夜枠などで「ガッツファイティング」を中継してきた。関東圏における協栄系列ジム所属選手の試合を中心ではあるが、畑中清詞など系列局が制作する世界タイトルマッチもこの枠で放送し、さらに1998年5月18日に行われたマニー・パッキャオの来日試合（VS 寺尾新）も中継したことがある。
協栄ジム初代会長金平正紀の死去に伴い1999年に放送休止（「ガッツファイティング」興行及び世界戦中継は継続）。その後、亀田興毅のデビュー第4戦より不定期ながら「深夜ボクシング」として復活。協栄に移籍した2005年には「MIDNIGHT BOXING」として放送。
後に「ガッツファイティング」の番組タイトルが復活し、不定期中継が行われていた。
2012年10月より大橋ボクシングジム主催「フェニックスバトル」をこの枠で放送（後援は日刊スポーツ新聞社）。井上尚弥のデビュー2戦を中継、また、2013年にはWBA女子世界ライトミニマム級王者宮尾綾香の初防衛戦を後日深夜の同枠で中継し、同系列としては初の女子世界戦中継となった。
また、同年7月に行われた角海老宝石ボクシングジム主催「KAMIKAZE2」で56年ぶりに復活した日本ヘビー級王座決定戦藤本京太郎 VS オケロ・ピーターも土屋修平 VS 中谷正義、高野人母美プロ第2戦と合わせて深夜の同枠で放送。
一方、協栄は同年3月に「ガッツファイティング」興行を開いたが、ノーテレビであった。2014年3月の興行は後日深夜録画。なお、2012年からは中日新聞東京本社（東京中日スポーツ）が後援に就いている。
2018年3月の「ガッツファイティング」興行からはワタナベボクシングジムが主催しており、2019年2月の「ガッツファイティング」興行からは注目度の高い試合をParaviで生配信している。
2020年の志成ボクシングジム（旧Ambition）設立後は同ジムの主催となる。

## 近年の放送形態
「ガッツファイティング」の番組名で放送されるのは、基本的に志成ジム（かつては協栄系列・ワタナベ系列）主催興行から1 - 3試合（主に日本・東洋太平洋タイトル戦）を中継する深夜枠である。
一方、主に世界戦がゴールデンタイム（原則JNN28局ネット）・土日祝日昼間（ネット局はカードによる）に生中継あるいは撮って出しで中継される場合は「ガッツファイティング」とは別の放送になる（タイトル上は「TBSボクシング」）が、稀に「ガッツファイティング」オープニングCGが流されることもある。放送枠は1時間程度だが、放送時間延長オプションが設けられる場合もある。一部アンダーカードが後日「ガッツファイティング」で録画中継される場合もある。2008年頃から2010年までの世界戦はFEG主催の格闘技「K-1 WORLD MAX」「DREAM」と合わせて「格闘技2大祭り」として中継することが多かった。また、2011年以降は隔週土曜深夜の「S☆1 plus」枠で放送される場合もある。同年から2017年までは大晦日に放送されるスポーツ特番（「ビートたけしの勝手にスポーツ国民栄誉SHOW」→「KYOKUGEN」）、2018年は「SASUKE」にそれぞれ内包される形で世界戦を放送していた。
2018年12月31日のWBO世界スーパーフライ級王座決定戦井岡一翔 VS ドニー・ニエテスより世界戦をメインとする興行については「LIFETIME BOXING FIGHTS」として放送される（ただし番組上表にタイトルは出していなかった）。
TBSの放送対象地域である関東広域圏外の会場から中継される場合は、大阪ならMBS、名古屋ならCBCなど系列局による制作協力の下、TBS自社制作で放送。解説・実況もTBSのスタッフで行うが、コーナーリポーターは系列局から派遣される場合もある（1990年代までは選手の所属ジムが関東圏外の場合、系列局制作を受けることが多かった）。
世界タイトルマッチ前後には関東ローカルで「ガッツファイティング特別編」と題して直前情報や舞台裏に密着したドキュメンタリー番組も放送されることがある。
CSのTBSチャンネル2においては地上波で中継された世界戦等の録画中継、さらに過去の名勝負（アーカイブ）を放送している。かつては注目度の高い試合（日本・東洋太平洋タイトルなど。地上波でゴールデン中継されない一部世界戦も含まれる）を生中継していた。また、地上波版「ガッツファイティング」は原則関東ローカルであるが、後日TBSチャンネル2で全国放送される場合が多い。
BS-TBSでは、プロ野球中継の雨傘番組としてアーカイブが組まれる場合もある。
2019年以降は前述の通りParaviにて「ガッツファイティング」「LIFETIME BOXING FIGHTS」で行われる注目試合（地上波生中継される世界戦も含む）の生配信及び見逃し配信、それにアーカイブ配信を行っている。なお、フジテレビの「FUJI BOXING」とは異なりTVerによる配信は行っていなかったが、2022年7月13日のWBO世界スーパーフライ級タイトルマッチより「LIFETIME BOXING FIGHTS」がライブ配信されている。また、Paraviにて配信されないアンダーカード（予備カード含む）については志成ジム公式ファンクラブサイトにてライブ配信されている。
2021年12月14日に行われたOPBF東洋太平洋スーパーフェザー級王座決定戦坂晃典 VS 木村吉光は後日BOXING RAISEにて録画配信された（TBSでは19日深夜に録画中継）。
2022年8月30日の「LIFETIME BOXING FIGHTS.10」はABEMAにて生中継された。以降も世界戦をメインとしない興行をABEMAで生中継している。なお、ABEMAで配信された興行の模様はTBS地上波及びTBSチャンネル2で録画放送されず、YouTubeのLIFETIME BOXING CHANNELで配信されている。
世界戦は2022年12月31日の井岡 VS ジョシュア・フランコのWBA・WBO世界スーパーフライ級王座統一戦まではTBS及びParaviで生中継していたが、これが現時点で地上波全国放送における最後のプロボクシング生中継となっている。2023年6月24日の再戦はABEMA PPVでの生中継に変わり、地上波放送についてはABEMAを共同運営するテレビ朝日のスポーツドキュメンタリー番組『GET SPORTS』にて取り上げられた。また、例年行われていた大晦日の中継も2023年は行われなかった。さらにはParaviもU-NEXTに統合されて以降国内ボクシング中継は日テレジータスから譲渡された「DYNAMIC GLOVE」にほぼ一本化されたため、2023年以降TBSが関与するボクシング中継は地上波・衛星・ネット配信いずれも休止となっている（TBSチャンネル2でのアーカイブ放送のみ継続）。

## 過去に放送していたジム
- 協栄ボクシングジム
- 角海老宝石ボクシングジム
  - 2011年より主に土屋修平・藤本京太郎・小國以載の試合。
- FLARE山上ボクシングジム
  - 主に和氣慎吾の試合。
- 白井・具志堅スポーツジム
  - 名護明彦在籍中に試合を放送していた。
- 横浜光ボクシングジム
  - 畑山隆則在籍中に試合を放送していた。現在はダイナミックグローブで放送。
- 宮田ジム・スポーツクラブ
  - フジテレビ「ダイヤモンドグローブ」に代わり、内藤大助の試合を放送していた（ポンサクレック・ウォンジョンカムとの3度目の対戦より。なお、この試合のみTOKYO MXで生中継後に録画放送）。
  - 内藤引退後は主に粉川拓也の試合を放送していたが、2012年打ち切り、インターネット配信に移行された。
- 大橋ボクシングジム
  - 2012年より2013年まで中継。主に八重樫東・井上尚弥・宮尾綾香・松本亮の試合を中継していた。現在はダイヤモンドグローブで放送。
- 亀田ジム
  - 亀田興毅・大毅・和毅の試合。興毅についてはグリーンツダ所属当時のデビュー第4戦よりMBS制作協力の下で中継（デビュー戦は関西テレビで中継）。12月に世界戦が組まれる場合は「亀田祭り」のタイトルで放送。
  - なお、和毅については当初放送はなかったが、2010年末より放送（ただし全試合ではなく特にメキシコでの試合は放送されない場合が多い）。
  - 2014年に亀田ジム関係者のライセンスが更新されない処分を受け事実上活動停止中であり、活動再開となった場合も放送を再開するかは未定。
- 古口ボクシングジム
  - 和氣慎吾在籍中に試合を放送していた。
- 井岡ボクシングジム
  - MBS制作協力。主に井岡一翔・石田匠・山本隆寛の試合。なお、初代会長井岡弘樹の現役時代の試合はMBS制作で放送された。
- 金子ボクシングジム
  - 村田英次郎の時代より中継。近年は主に清水智信・大竹秀典の試合。
- ウォズボクシングジム
  - 主に大森将平の試合を放送していた。
- ワタナベボクシングジム

## 解説者
- 内藤大助（元WBC世界フライ級王者）
- 内山高志（元WBA世界スーパーフェザー級王者）

### 過去の解説者
- 白井義男（元世界フライ級王者）
- 具志堅用高（元WBA世界ライトフライ級王者）
- 竹原慎二（元WBA世界ミドル級王者）
- 畑山隆則（元WBA世界スーパーフェザー級ならびにライト級王者）
- 鬼塚勝也（元WBA世界スーパーフライ級王者）
- 佐藤修（元WBA世界スーパーバンタム級王者）
- 香川照之（ゲスト解説として。現在はFUJI BOXINGにゲスト出演）
- 飯田覚士（元WBA世界スーパーフライ級王者）
- 長谷川穂積（元WBC世界バンタム級、スーパーバンタム級ならびにフェザー級王者）

## 実況・リポーター
※特記なき場合はTBSアナウンサー。
- 伊藤隆佑
- 土井敏之
- 新タ悦男
- 赤荻歩
- 杉山真也
- 石井大裕 ：リポーターのみ
- 熊崎風斗 ：リポーターのみ
- 小林廣輝
- 高柳光希
- 井上雅雄（MBSアナウンサー）：リポーターのみ

## MC
※ゴールデンタイム放送のみ。世界戦の場合はリングサイドにスクロール式電光掲示板付きスタンディングデスクを設置しそこに立って進行する。海外で試合が行われる場合はTBSのスタジオで進行。
- 杉山真也（TBSアナウンサー）
- 山形純菜（TBSアナウンサー）

内藤大助が解説に入る場合、試合前にMC陣と並んで立つ。

### 過去のMC
- 小島瑠璃子（元S☆1ガール）
- 藤森祥平（TBSアナウンサー）：過去には実況を担当した。深夜のガッツファイティングではリポートに入る場合もある。
- 田中みな実（当時TBSアナウンサー）：2012年以降は小島が裏番組やスケジュールの都合により出演が不可能な場合のみ。
- 赤井英和（近畿大学ボクシング部総監督）
- 千原ジュニア（お笑い芸人）：井岡一翔 VS 八重樫東戦。フジテレビ「ダイヤモンドグローブ」MC
- 魔裟斗（元キックボクサー）：パウルス・アムブンダ VS 亀田和毅戦。
- 江藤愛（TBSアナウンサー）

## テーマ曲
- ガンマ・レイ「HEADING FOR TOMORROW」（1990年代）
- ロビー・ヴァレンタイン「I NEED YOUR LOVE」
- Public Enemy「Hard Rhymin'」
- 高橋優「絶頂は今」（2012年）
- HaKU「everything but the love」（2013年）
- syudou「たりねぇ」（2021年 - ）